# جيم أندرسون (لاعب هوكي جليد)
جيم أندرسون هو لاعب هوكي جليد كندي، ولد في 1 ديسمبر 1930 في بيمبروك في كندا، وتوفي في 10 مارس 2013.

## وصلات خارجية
- جيم أندرسون على موقع دوري الهوكي الوطني (الإنجليزية)
- جيم أندرسون على موقع EliteProspects.com (الإنجليزية)
- جيم أندرسون على موقع HockeyDB.com (الإنجليزية)
- جيم أندرسون على موقع Hockey-Reference.com (الإنجليزية)